# Agave revoluta
Agave revoluta ist eine Pflanzenart aus der Gattung der Agaven (Agave) in der Unterfamilie der Agavengewächse (Agavoideae). Das Artepitheton revoluta stammt aus dem Lateinischen, bedeutet ‚eingerollt‘ bzw. ‚zurückgerollt‘ und verweist auf die Laubblätter der Art.

## Beschreibung
Agave revoluta bildet Rhizome von 1,8 Zentimeter Durchmesser. Die fünf linealisch-lanzettlichen, zurückgerollten Laubblätter sind etwas rinnig, wellig und dünn. Ihre Spitze ist breit zuspitzt und trägt ein kurzes Spitzchen. Die Blattspreite ist 12,3 bis 18,8 Zentimeter lang und 1,5 bis 2 Zentimeter breit. Sie besitzt eine deutliche Mittelrippe und eng stehende Blattadern. Die Blattränder weisen ein schmales, hyalines Band auf. Sie sind ganzrandig oder fein papillat bis ausgenagt-papillat. Die Reste der Blattbasis sind fein faserig und 0,5 Zentimeter lang.
Der „ährige“ Blütenstand erreicht eine Höhe von 80 bis 120 Zentimeter. Der blütentragende Teil ist verlängert oder gedrängt und trägt sitzende, aufrechte Blüten. Der schmal ellipsoide Fruchtknoten ist 7 bis 12 Millimeter lang. Die schmal trichterförmige Perigonröhre weist eine Länge von 12 bis 14 Millimeter auf. Ihre länglichen Zipfel sind dünn. Der Griffel überragt die Blütenröhre um 18 bis 35 Millimeter. Die Narben sind dreikantig. Die Blütezeit ist der Juli.
Über die Früchte und Samen ist nichts bekannt.

## Systematik und Verbreitung
Agave revoluta ist im mexikanischen Bundesstaat México an lehmigen Ufern verbreitet.
Die Erstbeschreibung durch Johann Friedrich Klotzsch wurde 1840 veröffentlicht. Nomenklatorische Synonyme sind Manfreda revoluta (Klotzsch) Rose (1903) und Polianthes revoluta (Klotzsch) Shinners (1966).
Die Art gehört in die Untergattung Manfreda und wird dort der Manfreda-Gruppe zugeordnet.

## Nachweise